# Aeroportul Regional Vernon
Aeroportul Regional Vernon (IATA: YVE, ICAO: CYVK) este un aeroport din Columbia Britanică, Canada.
Situat la o altitudine de 348 m, aeroportul dispune de o singură pistă.